# Martina Schlanke
Martina Schlanke (* 1961 in Jüterbog) ist eine deutsche Politikerin (CDU).
Nach der Berufsausbildung mit Abitur war Schlanke Facharbeiterin für Agrotechnik und Mechanisatorin. Danach wurde sie Diplomökonomin an einer Hochschule für Ökonomie.
Von 1984 bis 1990 war Schlanke Mitglied der Demokratischen Bauernpartei Deutschlands (DBD). Sie war Bürgermeisterin der Gemeinde Dennewitz, ab 1990 im Ehrenamt. Von 1990 bis 1994 saß sie für die CDU im Landtag von Brandenburg, gewählt über die Landesliste.